# Volo Germanwings 9525
Il volo Germanwings 9525 era un collegamento di linea internazionale della compagnia aerea tedesca Germanwings, in servizio fra Barcellona (Spagna) e Düsseldorf (Germania).
Il 24 marzo 2015 il volo, operato da un Airbus A320-200, precipitò al suolo sulle Alpi di Provenza francesi con 150 persone a bordo durante la fase di crociera. Si è trattato del primo incidente con vittime a coinvolgere una compagnia aerea a basso costo sul territorio europeo.
L'incidente è stato causato da un'azione deliberata del primo ufficiale Andreas Lubitz, che era stato precedentemente curato per tendenze suicide e dichiarato inabile al lavoro dal suo medico. Lubitz ha tenuto nascoste queste informazioni al suo datore di lavoro, presentandosi regolarmente in servizio. Poco dopo aver raggiunto la quota di crociera, Lubitz, approfittando dell'uscita del comandante Patrick Sondenheimer dalla cabina di pilotaggio, vi si barricò all'interno e iniziò una discesa controllata che continuò finché l'aereo non colpì il fianco di una montagna.
Le autorità aeronautiche hanno rapidamente implementato le nuove raccomandazioni dell'Agenzia dell'Unione europea per la sicurezza aerea che richiedevano sempre due persone autorizzate nella cabina di pilotaggio ma, nel 2017, Germanwings e altre compagnie aeree tedesche avevano abbandonato la regola.
La famiglia Lubitz ha tenuto una conferenza stampa nel marzo 2017 durante la quale il padre di Lubitz ha affermato di non accettare i risultati delle indagini ufficiali secondo cui suo figlio ha deliberatamente causato l'incidente. Sempre nel 2017 Lufthansa ha pagato 75.000 euro alla famiglia di ogni vittima e 10.000 euro in risarcimento del dolore e della sofferenza a ogni parente stretto della vittima.

## L'aereo
L'Airbus A320-200 con marche D-AIPX e numero di serie 147 aveva eseguito il suo primo volo il 29 novembre 1990 ed era stato consegnato alla Lufthansa il 5 febbraio 1991. Equipaggiato con due motori CFM 56-5A1, al momento dell'incidente aveva accumulato 58 313 ore di volo, per 46 748 cicli di atterraggio-decollo. Trasferito alla Germanwings per la prima volta nel 2003, era ritornato alla flotta Lufthansa nel 2004 per poi essere nuovamente trasferito alla Germanwings il 31 gennaio 2014.
Il 23 marzo 2015, giorno precedente all'incidente, il velivolo era stato fermo all'aeroporto di Düsseldorf per alcune ore a causa di un problema al portellone anteriore del carrello. Dopo essere stato controllato dai tecnici della Lufthansa, era stato dichiarato idoneo al volo ed era rientrato in servizio.

## Il volo
Il volo 9525 decollò dalla pista RWY 07R dell'aeroporto di Barcellona-El Prat alle ore 09:01 UTC, in ritardo di 26 minuti rispetto all'orario previsto, le 08:35, e con arrivo previsto all'aeroporto di Düsseldorf alle ore 10:39 UTC. Al comando del volo era presente il capitano Patrick Sondenheimer, 34 anni, che aveva 10 anni di esperienza e 6.000 ore di volo, di cui 3.812 ore sull'Airbus A320, ed aveva volato su A320 per Germanwings, Lufthansa e Condor Flugdienst.
L'Airbus raggiunse la quota di crociera in circa 25 minuti e vi rimase per una decina di minuti, per poi iniziare, appena dopo aver superato la costa francese, una veloce e anomala discesa di 16 600 piedi (5 100 m), durante la quale non fu inviata alcuna richiesta di soccorso.
I controllori di volo, allarmati dalla perdita di quota, inspiegabile ed estremamente rapida, effettuarono numerosi tentativi di chiamata, che rimasero senza risposta, quindi contattarono la difesa aerea francese, che inviò un caccia Mirage 2000 dalla base militare di Orange. L'aereo si schiantò poco dopo, prima che il Mirage riuscisse ad intercettarlo, sulle impervie montagne della località francese Prads-Haute-Bléone, a una quota di circa 5 000 piedi (1 500 m), in un punto raggiungibile solo tramite elicottero o con una lunga camminata.

### Luogo dello schianto

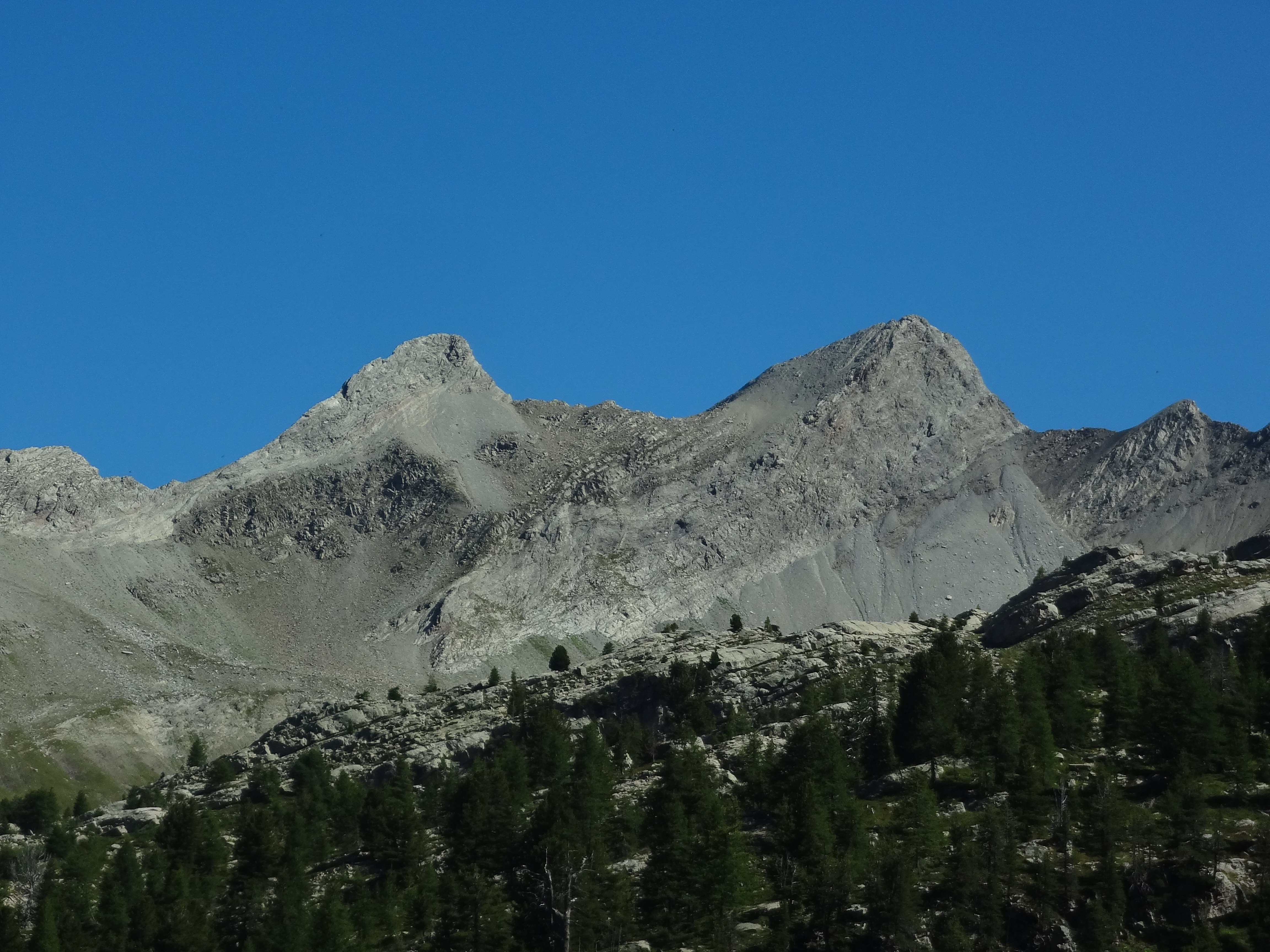
Il Massiccio dei Trois-Évêchés, dove si trova il luogo dell'incidente

Il luogo dell'incidente si trova all'interno del Massif des Trois-Évêchés, 3 km (1,9 mi; 1,6 nmi) a est dell'insediamento di Le Vernet e oltre la strada per il Col de Mariaud, in un'area conosciuta come Ravin du Rosé. L'aereo si è schiantato sul lato meridionale della Tête du Travers, un picco minore nelle pendici occidentali inferiori della Tête de l'Estrop, ad un'altitudine di 1.550 m (5.085,3 piedi). L'aereo stava viaggiando a 700 km/h (380 kn; 435 mph) quando colpì la montagna. Il sito si trova a circa 10 km (6 miglia; 5 nmi) a ovest del Monte Cimet, dove il Volo Air France 178 si schiantò nel 1953.
La Gendarmerie nationale e la Sécurité Civile hanno inviato elicotteri per localizzare il relitto. L'aereo si era disintegrato; il pezzo più grande del relitto aveva le dimensioni di un'auto. Un elicottero è atterrato vicino al luogo dell'incidente; il suo personale ha confermato l'assenza di sopravvissuti. La squadra di ricerca e soccorso ha riferito che il campo di detriti copriva 2 km quadrati (500 acri).

## Le indagini

Altitudine del volo 9525 registrata da FlightRadar24

Il Bureau d'Enquêtes et d'Analyses pour la sécurité de l'aviation civile (BEA) aprì immediatamente un fascicolo di inchiesta per accertare la cause dell'incidente affiancato dall'omologo ente tedesco Bundesstelle für Flugunfalluntersuchung (BFU). Gli investigatori raggiunsero il giorno stesso il luogo dell'incidente accompagnati da rappresentanti della Airbus e della CFM International.

### Causa dello schianto
Secondo la procura francese e tedesca l'incidente sarebbe stato provocato deliberatamente dal primo ufficiale Andreas Lubitz, 27 anni, il quale ha svolto regolarmente tutte le operazioni necessarie e si è comportato in maniera educata con il capitano Patrick Sondenheimer durante la prima parte del volo, per poi iniziare ad assumere atteggiamenti più bruschi e scortesi a metà volo, quando il comandante ha tenuto il briefing sull'atterraggio previsto. Quando Sondenheimer ha lasciato la cabina di pilotaggio, per andare in bagno, Lubitz ha bloccato la porta, impedendo a chiunque di entrare. La porta era dotata di un pannello elettronico sul quale si poteva immettere un codice per forzarne l'apertura, codice del quale il comandante era in possesso, ma il primo ufficiale ha disabilitato tale pannello dai controlli della cabina di pilotaggio, operazione regolarmente possibile. Il comandante quindi ha chiesto di poter entrare tramite l'interfono e poi ha bussato manualmente alla porta, ma non ha ricevuto risposta. Il capitano tentò quindi di sfondare la porta, non riuscendoci in quanto, come la maggior parte delle porte delle cabine di pilotaggio realizzate dopo gli attacchi dell'11 settembre 2001, essa era rinforzata per impedire intrusioni. Durante la discesa, il copilota non ha risposto alle domande del controllo del traffico aereo di Marsiglia, né ha trasmesso una richiesta di soccorso. Nella registrazione vocale della cabina di pilotaggio risultano chiaramente udibili i tentativi di contatto dalla torre di controllo del traffico aereo, i tentativi del capitano di entrare in cabina (culminati con i colpi alla porta), il respiro regolare di Lubitz e le urla dei passeggeri negli ultimi istanti prima dell'impatto.
Dopo l'analisi iniziale del registratore dei dati di volo dell'aereo, la BEA ha concluso che Lubitz, dopo essersi chiuso in cabina, ha dato al velivolo una serie di comandi che hanno portato allo schianto, impostando il pilota automatico per scendere a 100 piedi (30 m) ed aumentando più volte la velocità dell'aereo in discesa. Il rapporto preliminare della BEA sull'incidente è stato pubblicato sei settimane dopo, il 6 maggio 2015, confermando l'analisi iniziale del registratore dei dati di volo dell'aereo e rivelando anche che durante il precedente volo di andata, numerato 9524, da Düsseldorf a Barcellona, Lubitz si era esercitato a impostare l'altitudine del pilota automatico selezionando più volte la quota di 100 piedi mentre si trovava da solo in cabina di pilotaggio.
Il rapporto finale della BEA sull'incidente è stato pubblicato il 13 marzo 2016. Il rapporto ha confermato i risultati del rapporto preliminare e ha concluso che Lubitz ha deliberatamente fatto schiantare l'aereo come omicidio-suicidio. Il rapporto affermava:

### Il copilota Andreas Lubitz
Il tedesco Andreas Lubitz, il primo ufficiale che fece intenzionalmente precipitare il velivolo, era nato il 18 dicembre 1987 a Montabaur, in Renania, aveva 919 ore di volo all'attivo ed era in forza alla Lufthansa dal settembre 2013; formatosi nelle migliori scuole di pilotaggio di Brema, in Germania, e di Phoenix, negli Stati Uniti, nel 2009 aveva sospeso per circa 11 mesi l'addestramento in quanto gli era stata diagnosticata una grave depressione, che gli aveva causato anche manifestazioni di impulsi suicidi, ma aveva poi ripreso a volare dopo aver superato brillantemente i test medici e psicologici.
Tre giorni dopo il disastro, il 27 marzo 2015, gli investigatori tedeschi perquisirono la casa di Lubitz a Montabaur, sequestrando un computer e alcuni oggetti, senza però trovare alcun indizio che potesse suggerire una motivazione per l'azione suicida e la strage perpetrata.
In un bidone dei rifiuti venne rinvenuto un certificato medico in cui si attestava che Lubitz sarebbe stato "inabile al lavoro" il giorno dell'incidente. La Germanwings affermò di non aver ricevuto alcuna informazione in merito. In base al diritto tedesco, i datori di lavoro non possono avere accesso alle cartelle cliniche dei propri dipendenti e i certificati medici prodotti per giustificare l'assenza di un lavoratore non possono dare informazioni sulla diagnosi, ma solo sulla prognosi.

## Passeggeri
I passeggeri erano in maggioranza tedeschi (77) e spagnoli (45); tra di essi vi erano anche due cantanti lirici, il baritono kazako Oleg Bryjak ed il contralto tedesco Maria Radner, sedici giovani studenti del liceo Joseph-König-Gymnasium di Haltern am See e due loro insegnanti, nonché Ariadne Falguera, moglie del leader della sinistra catalana Lluís Juncà.

## Conseguenze

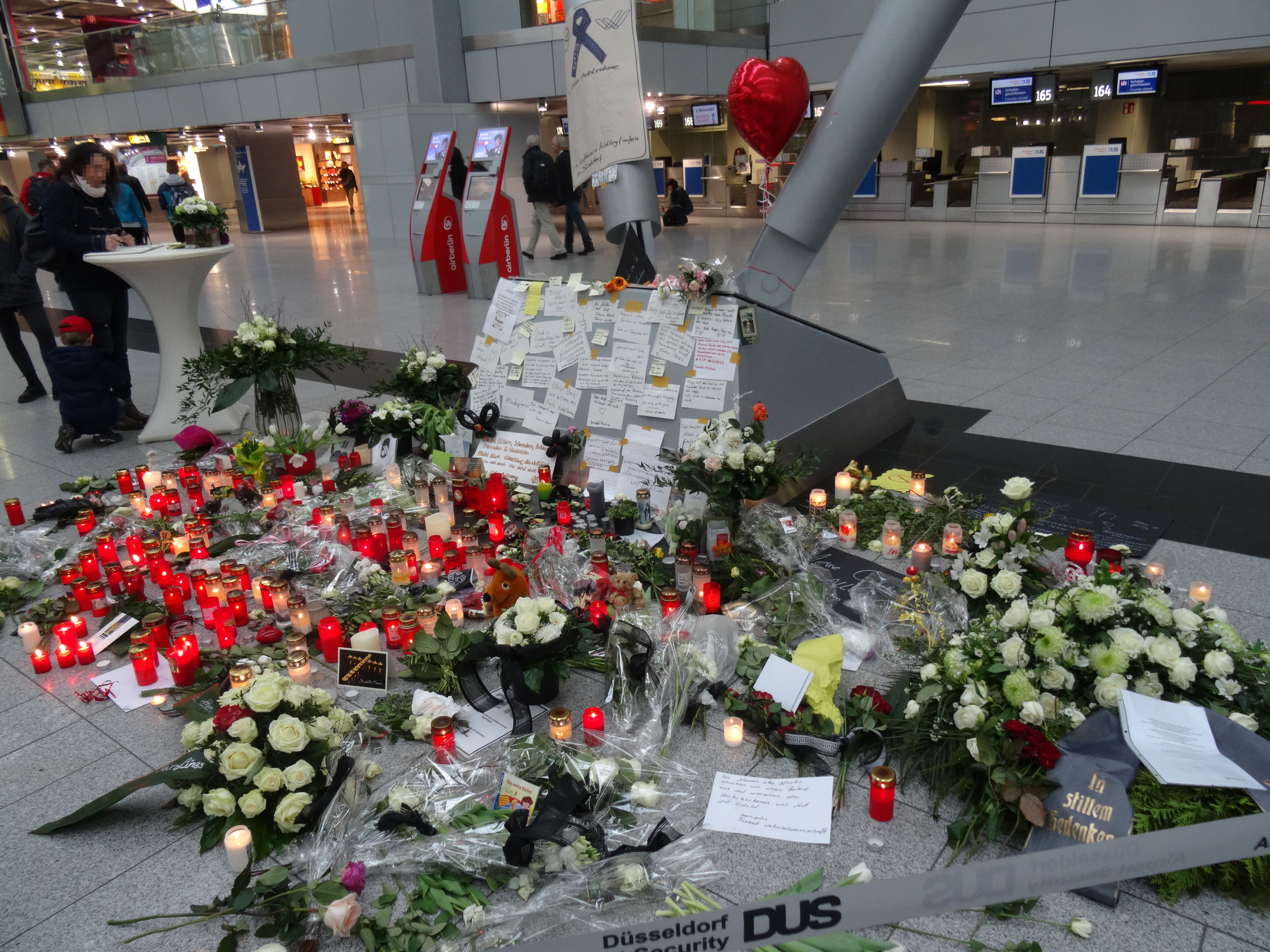
Memoriale all'Aeroporto di Dusseldorf.

Come solitamente accade dopo incidenti gravi, il 25 marzo 2015 la Germanwings ha ritirato il numero di volo 9525, sostituendolo con il numero 9441.
In seguito all'incidente sia Germanwings che Lufthansa, proprietaria della Compagnia a basso costo, hanno listato a lutto i relativi siti web e account dei social network, sostituendo i tradizionali marchi colorati con dei loghi in bianco, grigio e nero.

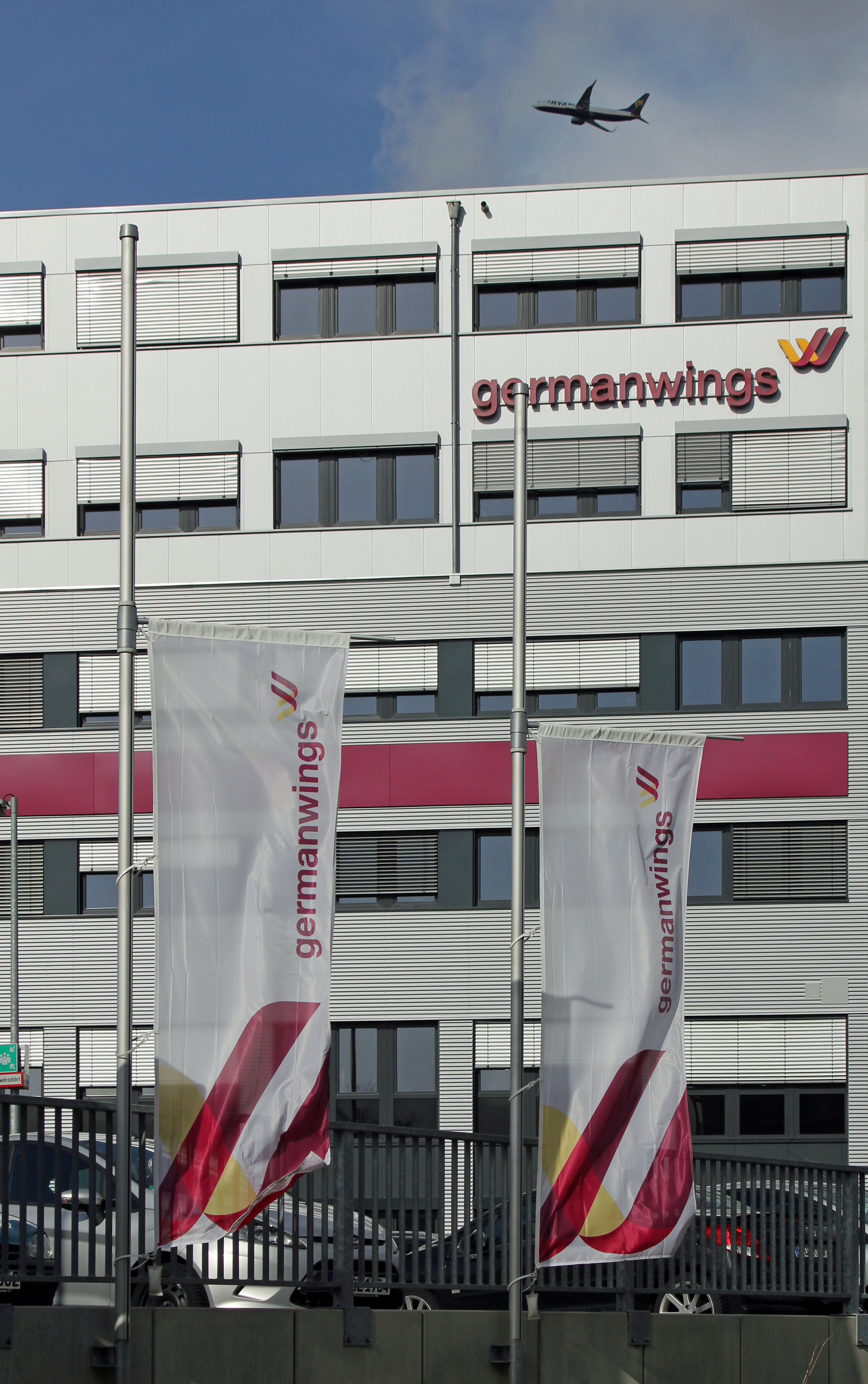
Quartier generale della Germanwings a Colonia: Bandiere a mezz'asta in seguito alla perdita del volo 9525

A fronte dei tragici sviluppi della vicenda, compagnie aeree come Air Canada, Air Transat, Alitalia, EasyJet, Finnair, Icelandair e Norwegian Air Shuttle hanno ripristinato la regola secondo cui nella cabina di pilotaggio deve obbligatoriamente esserci la presenza continua di almeno due membri dell'equipaggio. Questa norma era già valida negli Stati Uniti e per le compagnie spagnole Iberia e Vueling.

### Normativa
Il 27 marzo 2015, l'autorità aeronautica europea (EASA) sollecitò tutti gli operatori aerei ad adottare procedure che garantissero la presenza di almeno due persone nella cabina di pilotaggio per tutta la durata del volo.
In seguito all'incidente un gruppo di lavoro guidato da EASA in collaborazione con Germanwings ha individuato alcuni aspetti critici nelle norme relative al monitoraggio dello stato di salute degli equipaggi di volo, sull'abuso di alcool o altre sostanze stupefacenti, sulla sorveglianza delle strutture sanitarie demandate alla certificazione del personale e sulla indisponibilità di una banca dati europea sulle certificazioni mediche dei piloti. Sulla base delle raccomandazioni di tale gruppo di lavoro, per colmare le lacune emerse, è stato emanato un apposito regolamento europeo.
La British Psychological Society ha rilasciato una dichiarazione in cui offre supporto di esperti nei test psicologici e nel monitoraggio dei piloti. La Federazione europea delle associazioni degli psicologi ha rilasciato una dichiarazione a sostegno dei test psicologici nella selezione dei piloti, ma ha anche affermato di non poter prevedere gli eventi della vita e i problemi di salute mentale dei singoli piloti, né il modo in cui i piloti li affronterebbero. La priorità dovrebbe essere data all'aiuto psicologico per i parenti e gli amici delle vittime all'indomani di un disastro. Il CEO Spohr ha proposto controlli casuali dell'idoneità psicologica dei piloti e un allentamento delle leggi esistenti sulla riservatezza tra medico e paziente. I politici hanno iniziato a fare eco all’appello ad allentare le leggi in casi eccezionali.
Le forze di polizia nazionali in Francia, la Gendarmerie Nationale, hanno introdotto una nuova serie di meccanismi di supporto per ridurre al minimo i rischi psicosociali per gli operatori umanitari che affrontano eventi come il volo 9525 nel loro lavoro quotidiano.

### Risarcimento e contenzioso
La società madre di Germanwings, Lufthansa, ha offerto alle famiglie delle vittime un aiuto iniziale fino a 50.000 euro, separato da qualsiasi risarcimento richiesto dalla legge per il disastro. Elmar Giemulla, professore di diritto aeronautico presso l'Università Tecnica di Berlino, citato dal Rheinische Post, ha affermato di aspettarsi che la compagnia aerea pagherà un risarcimento totale di 10-30 milioni di euro. La Convenzione di Montreal fissa un tetto massimo per vittima di € 143.000 nel caso in cui una compagnia aerea venga ritenuta responsabile, a meno che non possa essere dimostrata la negligenza. Gli specialisti delle assicurazioni hanno affermato che sebbene il copilota Andreas Lubitz abbia nascosto una grave malattia al suo datore di lavoro e abbia deliberatamente fatto schiantare l'aereo passeggeri, questi fatti non inciderebbero sulla questione del risarcimento né sarebbero applicabili alla clausola di esclusione nella polizza assicurativa di Lufthansa. La compagnia assicurativa Lufthansa ha stanziato 300 milioni di dollari (280 milioni di euro) per il risarcimento finanziario alle famiglie delle vittime e per il costo dell'aereo. Nel 2017, Lufthansa aveva pagato 75.000 euro alla famiglia di ogni vittima, oltre a 10.000 euro in risarcimento del dolore e della sofferenza a ogni parente stretto della vittima.
Le famiglie delle vittime hanno citato in giudizio il Lufthansa Airline Training Center in Arizona per ottenere un risarcimento più elevato, ma il caso è stato deferito ai tribunali tedeschi nel marzo 2017. Nel luglio 2020, un tribunale di Essen si è pronunciato contro diverse famiglie delle vittime, ritenendo che né Lufthansa né il centro di formazione in Arizona potrebbero essere ritenute responsabili. I medici di volo che potrebbero aver autorizzato Lubitz a volare per negligenza lavoravano per conto dell'autorità di volo del governo tedesco, il Luftfahrt-Bundesamt. La sentenza è stata confermata in appello nel settembre 2021. Nel novembre 2021, un'inchiesta del coroner sulla morte di due vittime britanniche si è conclusa con un verdetto di omicidio illegale.

### Commemorazioni

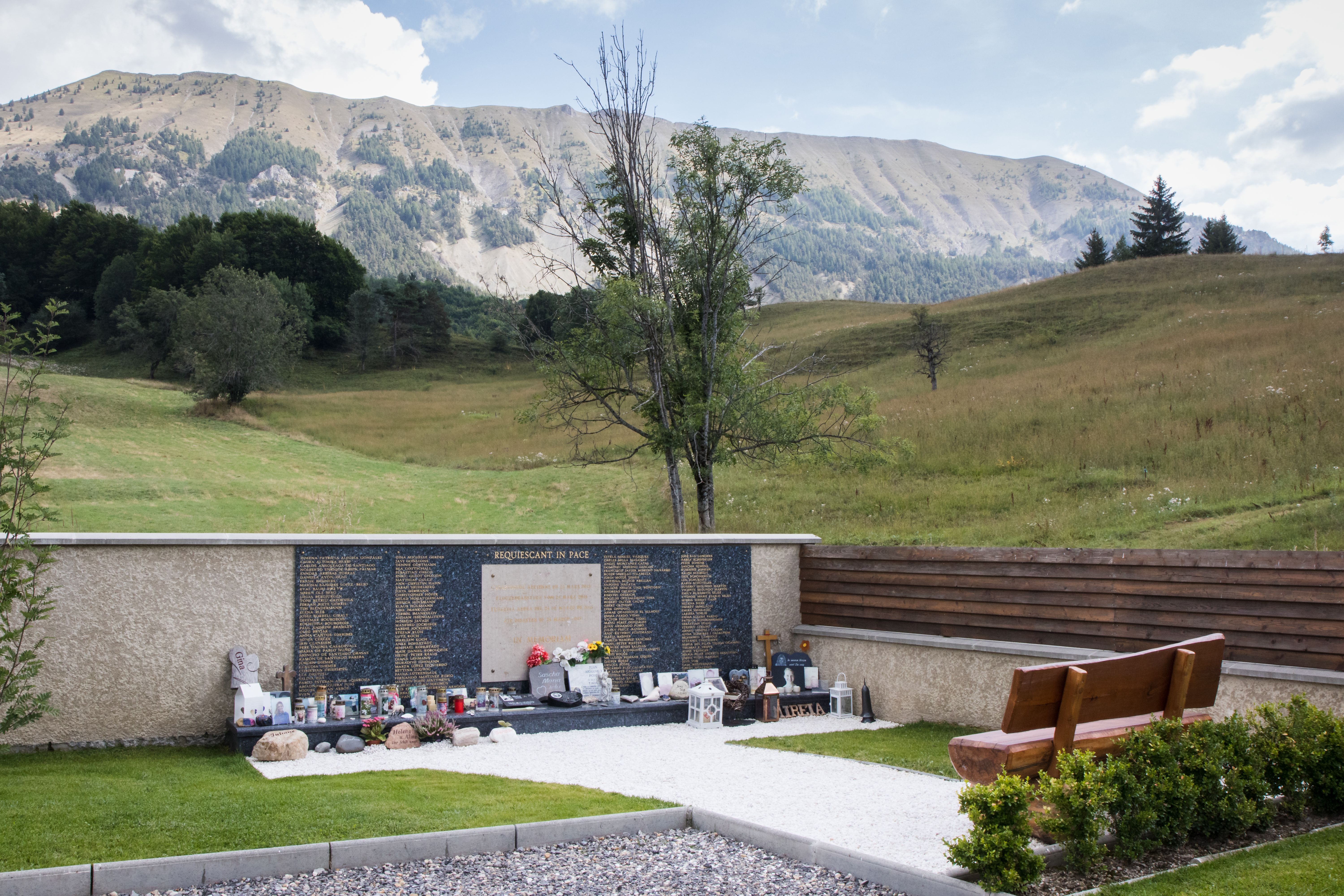
Memoriale delle vittime al cimitero di Le Vernet.

Poco dopo l'incidente, vicino al luogo dell'incidente a Le Vernet, è stata eretta una lapide commemorativa in memoria delle vittime. Il mese successivo, circa 1.400 parenti delle vittime, politici di alto livello, soccorritori e dipendenti delle compagnie aeree parteciparono a una cerimonia commemorativa presso la Cattedrale di Colonia. I genitori di Andreas Lubitz sono stati invitati alla funzione ma non hanno partecipato.
I resti di 15 dei 16 scolari e dei loro due insegnanti arrivarono nella loro città natale di Haltern per la sepoltura due mesi dopo l'incidente. I residenti tenevano rose bianche mentre i carri funebri passavano davanti alla scuola dei bambini, dove 18 alberi, uno per ogni vittima, erano stati piantati in memoria. Lo stesso giorno a Düsseldorf arrivarono per la sepoltura i resti di 44 delle 72 vittime tedesche. Errori sui certificati di morte delle vittime avevano causato un ritardo.
Nel settembre 2017, sul luogo dell'incidente è stata installata una scultura chiamata Sonnenkugel ("Sunsphere"). La scultura è composta da 149 lastre di alluminio color oro che formano una sfera attorno ad una colonna a forma di cristallo. La colonna contiene 149 sfere di legno, che a loro volta contengono ricordi personali forniti dai familiari delle vittime.

### Secondo anniversario
La famiglia di Andreas Lubitz ha tenuto una conferenza stampa il 24 marzo 2017, due anni dopo l'incidente. Il padre di Lubitz ha detto che la famiglia non ha accettato i risultati delle indagini ufficiali secondo cui Andreas Lubitz aveva deliberatamente causato l'incidente o che in quel momento era depresso. Il giornalista dell'aviazione Tim van Beveren ha pubblicato un rapporto in cui affermava che Lubitz avrebbe potuto perdere conoscenza, che la serratura della porta della cabina di pilotaggio aveva funzionato male sui voli precedenti e che turbolenze potenzialmente pericolose erano state segnalate nell'area il giorno dell'incidente. Van Beveren era stato incaricato dalla famiglia ed era presente alla conferenza stampa. Il momento della conferenza stampa del padre di Lubitz, nell'anniversario dell'incidente, è stato criticato dalle famiglie delle vittime, che quel giorno conservavano i propri ricordi.

## Nella cultura di massa
Il volo Germanwings 9525 è stato analizzato nella puntata ll mistero del volo Germanwings della sedicesima stagione del documentario Indagini ad alta quota trasmesso da National Geographic Channel.
È stato citato nel film Ted 2 nella scena del cabaret.